# 漢のためのバイブル THE 友情アドベンチャー-炎多留・魂-
『漢のためのバイブル THE 友情アドベンチャー‐炎多留・魂‐』（おとこのためのバイブル ザ ゆうじょうアドベンチャー ほたる・そうる）は、2003年10月30日にディースリー・パブリッシャーから発売されたPlayStation 2用アドベンチャーゲーム。『SIMPLE2000シリーズ』の第38作である。

## 概要
2002年10月にたるたるもにゃーから発売されたゲイ向けゲーム炎多留シリーズの2作目『炎多留2・魂（ソウル）』を、PlayStation 2用に移植した作品。ただし、オリジナル版にある男同士の恋愛・性的描写は完全排除され、声優も一新されている。

## ストーリー
BCCテレビ局の人気アナウンサーである主人公の入江嵩児はある日、慕っていた上司である瀬田道夫がBCCテレビの局長の策略によって左遷させられそうになっていることを耳にする。
しかし、瀬田が担当する特別番組の視聴率を取れば左遷話は取り消されるのだという。入江は仲間達とともに上司を救うために奔走する。

## システム
プレイヤーは主人公の入江嵩児となり、テキストを読み、選択肢を決定し、各キャラクターとの友好度を上げながらゲームを進めて行く。
ゲームは1日最大9アクション(移動場所の選択・決定と決定先でのイベント)が可能で1アクションが終了するごとに時間が経過するようになっている。
移動したい場所を選択するとき、画面の右端にキャラクターが表示され、どの場所にどのキャラクターがいるかわかるようになっており、決定すると表示されているキャラクターとのイベントが発生し、友好度が上がっていく。
友好度によって特別なイベントが発生することもある。

## 主な登場キャラクター
入江嵩児（いりえ こうじ）
- 声・青木誠

年齢24歳。身長176センチ。体重64キロ。特技は自転車。
このゲームの主人公。BCCテレビアナウンサー。月 - 金曜日放送の「昼ドキッ！ぱれっと」を担当している。人がよく誰からも好かれている。
砂根太陽（さね たいよう）
- 声・小上裕通

年齢19歳。身長177センチ。体重55キロ。特技はゲーム。
売れっ子の人気俳優。人には言えない辛い過去を背負っている。
瀬田道夫（せた みちお）
- 声・浜田賢二

年齢41歳。身長183センチ。体重95キロ。特技は占い、釣り。
第2報道部のデスク。優しくて頼りになる上司。過去には「カミソリ」なる異名を持つ切れ者だったらしいが、ある事件を境に今はその面影はなくなっている。
喜多道満（きたみち みつる）
- 声・高瀬右光

年齢30歳。身長180センチ。体重82キロ。特技はトレーニング、食べること。
BCCスポーツキャスターで。入江の先輩。元プロ野球選手。肘の故障が原因でプロ野球選手を引退している。
折尾護（おりお まもる）
- 声・小野大輔

年齢25歳。身長175センチ。体重72キロ。特技はカメラ。
BCCテレビアナウンサー。入江の同期。仕事ができるエリート。「カミソリ」時代の瀬田に憧れていた。
袴田暁（はかまだ さとし）
- 声・遊佐浩二

年齢22歳。身長171センチ。体重63キロ。特技は天体観測。
BCCテレビ気象予報士。入江の後輩。家に帰らず、テレビ局の自分の机の下に住み着いている。お菓子が大好き。
AD君（エーディーくん）
- 声・真殿光昭

年齢21歳。身長173センチ。体重65キロ。趣味は音楽。
BCCテレビチーフアシスタントディレクター。みんなからAD君と呼ばれている。彼との友好度を上げると本名を知ることができる。

## テーマソング
主題歌
「ロンゲストヤード-炎多留・魂より-」
作詞・作曲・編曲：ドン・マッコウ、歌：用心棒

挿入歌
「With you…」
作詞：貞方祥、作曲：T＆M、歌：水口誠

## 関連商品
- 『漢のためのバイブル THE 友情アドベンチャー -炎多留・魂- オリジナルサウンドトラック』